# Дипхольц
Дипхольц (нем. Diepholz) — город в Германии, районный центр, расположен в земле Нижняя Саксония.
Входит в состав района Дипхольц. Население составляет 16 614 человек (на 31 декабря 2010 года). Занимает площадь 104,45 км². Официальный код — 03 2 51 012.
С 1972 по 1997 гг. ВПП местной военной авиабазы использовалась в качестве трассы для автогонок (DRM, DTM), привлекавших многочисленных зрителей.
| Год  | Население |
| ---- | --------- |
| 1990 | 14 569    |
| 1995 | 16 080    |
| 2000 | 16 209    |
| 2005 | 16 561    |
| 2010 | 16 541    |

## История
История города берёт своё начало в XII веке, когда между 1120 и 1160 годах дворяне сооружили на месте болота замок-резиденцию. Также перед замком был построен графский монетный двор. В январе 1380 года дворянин Иоганн III. предоставил возрастающей перед замком деревне Дипхольц городские права. Город мог проводить рынки два раза в год. В 1585 году умер последний граф Дипхольца. Во время Тридцатилетней войны замок был полностью разрушен до основания. В связи с расширением политического влияния Курфюршества Брауншвейг-Люнебург город был вынужден отдать свои городские права. В 1835 году в центре была сооружена синагога. 25. октября 1929 года Дипхольцу в очередной раз были вручены городские права. Уже через три горда он стал сталицей района графство Дипхольц. В хрустальную ночь 10. ноября 1938 года синагога была сожженна штурмовыми отрядами. В 1974 году в город были включены общины Ашен, Хееде и Санкт Хюльфе.

## Религия
Согласно переписи населения в 2019 году из 18.396 жителей 45,2% евангелическо-лютеранские, 18% римско-католические и другой конфессии или никакой религии.

### Христианство

#### Римско-католическая церковь
- Церковь Христа Царя

#### Евангелическо-лютеранская церковь
- Церковь Святого Михаила
- Церковь Святого Николая
- Церковь Креста Санкт Хюльфе/Хееде

#### Протестантская свободная церковь
- Баптистская конгрегация Евангелической свободной церкви
- Молитвенный дом адвентистского сообщества
- Христианская миссионерская церковь

#### Другие христианские церкви
- Новоапостольская церковь
- Свидетели Иеговы в Зале Царства

### Иудаизм
В Дипхольце с 1774 года существовало еврейское кладбище и с 1835 года синагога, но все учреждения были разрушены во время Холокоста.

### Ислам
В Дипхольце живёт примерно 1000 мусульман. Также есть мечеть Ат-Тауба.

## Известные уроженцы, жители
Вальтер Уффенорде (нем. Walther Uffenorde; 1 января 1879, Дипхольц — 21 февраля 1947, Марбург) — немецкий врач-отоларинголог, профессор Марбургского университета.